# Mayor general
Mayor general es un rango militar de nivel alto utilizado en varios países. Es un rango paralelo al general de división en algunos otros ejércitos, y en algunos países se refiere a él extraoficialmente como «general de dos estrellas».

## Uso

### Canadá
En el Ejército Canadiense y en la Real Fuerza Aérea Canadiense el grado de mayor general es el segundo de la categoría de oficiales generales en orden ascendente. Su inmediato inferior es el brigadier general y su inmediato superior es el teniente general.

Insignia de mayor general de la Real Fuerza Aérea Canadiense.
Insignia de mayor general del Ejército Canadiense.

### Chile
Al igual que con las demás denominaciones del generalato, mediante la Ley 18.002 de 1981, se crea este grado para reemplazar al hasta entonces existente grado de general de división, pero manteniendo los distintivos asociados; fue derogado por la Ley 19.796 de 2002, mediante la cual se reestableció el grado de general de división.

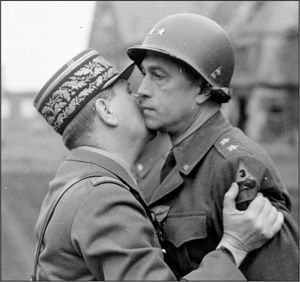
Maurice Rose, mayor general de Estados unidos en la II Guerra Mundial (caído en combate hacia final de la contienda) recibiendo la Croix de Guerre de un general belga. El rango estadounidense de major general se indica por dos estrellas.

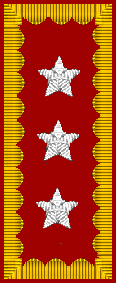
Mayor General (Chile).

### Estados Unidos
En el Ejército de los Estados Unidos el rango de mayor general es el inmediato superior al de brigadier general y el inmediato inferior al de teniente general. Su insignia se constituye por dos estrellas plateadas.

### Reino Unido
El Ejército Británico posee el grado de mayor general para aquellos oficiales que conduzcan divisiones y la Real Academia Militar de Sandhurst. Su inmediato superior es el teniente general y su inmediato inferior es el brigadier.

Insignia de mayor general del Ejército Británico

### Colombia
El rango de mayor general es el segundo rango de los oficiales generales. Su superior es el general y su inferior es el brigadier general o general de brigada. Para ascender al rango los generales de brigada tienen que aprobar el curso nacional, haber estado es su rango durante cinco años y que el Senado apruebe el ascenso.
En la Armada colombiana, el cargo es el de vicealmirante. El mayor general es el encargado de dirigir una división .
Para ascender a general, los mayores generales tienen que haber estado en el cargo durante cinco años, aprobar el curso nacional y que el Senado lo apruebe.
|                                                             |
| Insignia de mayor general del Ejército Nacional de Colombia |

|                                                   |
| Insignia de vicealmirante de la Armada colombiana |

|                                              |
| Insignia de mayor general de la Fuerza Aérea |

|                                                              |
| Insignia de mayor general de la Policía Nacional de Colombia |